# 전북 현대 모터스 2012 시즌
전북 현대 모터스의 2012 시즌은 최강희 감독이 국가대표팀 감독으로 임명되면서 자리를 비운 첫 번째 시즌이다. 이흥실이 감독 대행으로 시즌을 이끌었으며 K리그 준우승을 차지했다.

## 시즌
조광래 대한민국 축구 국가대표팀 감독이 2011년 12월 8일에 경질된 후, 대한축구협회는 전북을 황금기로 이끌던 최강희 감독에게 계속적인 추파를 던졌다. 최강희 감독은 그때마다 극구 거절했지만 끈질긴 설득 끝에 대표팀 감독직을 수락하였다. 이후 그는 2014년 FIFA 월드컵 아시아 지역 최종 예선이 끝나는 2013년 6월까지만 대표팀을 이끌기로 약속하고 전북 현대 모터스를 떠났다. 전북을 떠나면서 최강희 감독은 대표팀 지휘를 끝낸 후 전북으로 다시 돌아오겠다는 약속을 하였다.
최강희 감독을 대신하여 그를 7년간 보좌해 왔던 이흥실 수석코치가 감독 대행으로 승격하였다. 전북은 그 해 FA(자유계약) 최대어인 김정우, 이강진을 영입하였다. 수원행을 희망하여 이적한 서정진을 대신해 칠레 대표팀 출신 드로겟도 영입하였다.
2012 시즌 초반 전북의 수비진 붕괴는 재앙수준이었다. AFC 챔피언스리그 조별예선 광저우 헝다와의 1차전에서 조성환(꼬리뼈 골절)과 임유환(코뼈 골절)이 부상을 당했다. 이는 1-5 패배의 원인이 되었다. 심우연은 이어진 대전 시티즌과의 리그 2R에서 부상(갈비뼈 골절)당했다. 가시와 레이솔과의 예선 2차전에서 김정우를 원톱으로 최철순, 김상식, 진경선을 스리백으로 내세우는 파격을 감행했다가 1-5 패배가 재현되었다. 리그 4R FC 서울전을 앞두고 마지막으로 남은 중앙 수비수인 이강진마저 부상(목 근육 파열)을 당했다. 결국 김상식과 정성훈이 센터백을 보는 웃지 못할 해프닝을 겪었다. 결국, 이 경기에서 종료 직전 89분에 몰리나에게 결승골을 허용하며 지난 시즌부터 이어온 리그 최다 무패 기록이 25경기에서 종료되었다. AFC 챔피언스리그 조별예선 광저우 헝다와의 5차전에서는 경기 내내 일방적으로 밀리고 조성환이 퇴장 당했음에도 불구하고 이동국의 89분 역전골, 92분 쐐기골이 터지면서 3-1으로 승리하여 조 1위로 등극하였다. 하지만 가시와 레이솔과의 마지막 6차전에서 0-2로 패배하면서 16강 진출에 실패하였다.
센터백의 연이은 부상사태로 인해 리그 초반 8위까지 떨어지는 부진을 겪었으나 17R를 기점으로 1위로 등극하였다. 그러나 29R 스플릿 직전 FC 서울에 역전을 허용하여 17점차로 리그 우승을 내주고 말았다. FA컵에서도 후에 우승하는 포항 스틸러스에 8강전에서 2-3으로 패배함으로써 시즌을 무관으로 마쳤다. 그로 인해 이흥실 감독대행이 경질되고 피지컬 코치로 있던 파비우가 감독대행직을 이어 받게 되었다.

## 통계

### 클럽 전적 통계
| 대회             | 경기 | 승 | 무 | 패 | 득점 | 실점 | 득실차 | 승점 | 결과     |
| ---------------- | ---- | -- | -- | -- | ---- | ---- | ------ | ---- | -------- |
| K리그            | 44   | 22 | 13 | 9  | 82   | 49   | +33    | 79   | 준우승   |
| AFC 챔피언스리그 | 6    | 3  | 0  | 3  | 10   | 15   | -5     | 9    | 조별리그 |
| FA컵             | 3    | 2  | 0  | 1  | 6    | 4    | +2     | 6    | 8강      |
| 합계             | 53   | 27 | 13 | 13 | 98   | 68   | +30    | 94   |          |

### 선수 개인 기록
| No. | 포 | 국             | 선수       | 합계 | 합계 | K리그 | K리그 | ACL  | ACL  | FA컵 | FA컵 |
| No. | 포 | 국             | 선수       | 경기 | 득점 | 경기  | 득점  | 경기 | 득점 | 경기 | 득점 |
| --- | -- | -------------- | ---------- | ---- | ---- | ----- | ----- | ---- | ---- | ---- | ---- |
| 1   | GK | 대한민국       | 김민식     | 15   | 0    | 9     | 0     | 5    | 0    | 1    | 0    |
| 2   | DF | 대한민국       | 전광환     | 34   | 0    | 31    | 0     | 3    | 0    | 0    | 0    |
| 3   | DF | 대한민국       | 심우연     | 34   | 0    | 31    | 0     | 1    | 0    | 2    | 0    |
| 4   | DF | 대한민국       | 김상식     | 36   | 0    | 27    | 0     | 6    | 0    | 3    | 0    |
| 6   | DF | 대한민국       | 진경선     | 29   | 1    | 22    | 1     | 4    | 0    | 3    | 0    |
| 8   | MF | 브라질         | 에닝요     | 47   | 16   | 38    | 15    | 6    | 0    | 3    | 1    |
| 9   | FW | 대한민국       | 김신영     | 11   | 0    | 11    | 0     | 0    | 0    | 0    | 0    |
| 10  | MF | 브라질         | 레오나르도 | 18   | 5    | 17    | 5     | 0    | 0    | 1    | 0    |
| 11  | MF | 대한민국       | 이승현     | 40   | 7    | 32    | 5     | 5    | 2    | 3    | 0    |
| 13  | MF | 대한민국       | 정훈       | 40   | 0    | 34    | 0     | 4    | 0    | 2    | 0    |
| 14  | MF | 대한민국       | 김정우     | 40   | 5    | 33    | 5     | 5    | 0    | 2    | 0    |
| 15  | FW | 대한민국       | 김동찬     | 22   | 2    | 20    | 2     | 1    | 0    | 1    | 0    |
| 16  | DF | 대한민국       | 조성환     | 12   | 0    | 9     | 0     | 3    | 0    | 0    | 0    |
| 17  | MF | 대한민국       | 임유환     | 32   | 2    | 27    | 2     | 3    | 0    | 2    | 0    |
| 18  | DF | 오스트레일리아 | 윌킨슨     | 16   | 0    | 15    | 0     | 0    | 0    | 1    | 0    |
| 19  | MF | 칠레           | 드로겟     | 42   | 10   | 37    | 10    | 3    | 0    | 2    | 0    |
| 20  | FW | 대한민국       | 이동국     | 48   | 32   | 40    | 26    | 6    | 4    | 2    | 2    |
| 21  | MF | 대한민국       | 서상민     | 29   | 6    | 22    | 4     | 5    | 1    | 2    | 1    |
| 22  | GK | 대한민국       | 최은성     | 36   | 0    | 34    | 0     | 0    | 0    | 2    | 0    |
| 24  | MF | 대한민국       | 박세직     | 15   | 0    | 15    | 0     | 0    | 0    | 0    | 0    |
| 26  | DF | 대한민국       | 마철준     | 7    | 0    | 7     | 0     | 0    | 0    | 0    | 0    |
| 27  | DF | 대한민국       | 오종철     | 0    | 0    | 0     | 0     | 0    | 0    | 0    | 0    |
| 28  | GK | 대한민국       | 권순태     | 2    | 0    | 2     | 0     | 0    | 0    | 0    | 0    |
| 29  | MF | 대한민국       | 김우철     | 3    | 0    | 2     | 0     | 0    | 0    | 1    | 0    |
| 30  | FW | 대한민국       | 김현       | 10   | 1    | 9     | 1     | 0    | 0    | 1    | 0    |
| 31  | GK | 대한민국       | 홍정남     | 0    | 0    | 0     | 0     | 0    | 0    | 0    | 0    |
| 32  | MF | 대한민국       | 강경원     | 0    | 0    | 0     | 0     | 0    | 0    | 0    | 0    |
| 33  | DF | 대한민국       | 박원재     | 37   | 1    | 31    | 0     | 5    | 1    | 1    | 0    |
| 34  | MF | 대한민국       | 이동민     | 0    | 0    | 0     | 0     | 0    | 0    | 0    | 0    |
| 35  | MF | 대한민국       | 강주호     | 2    | 0    | 2     | 0     | 0    | 0    | 0    | 0    |
| 36  | DF | 대한민국       | 이형기     | 0    | 0    | 0     | 0     | 0    | 0    | 0    | 0    |
| 37  | MF | 대한민국       | 신학섭     | 0    | 0    | 0     | 0     | 0    | 0    | 0    | 0    |
| 38  | FW | 대한민국       | 정재원     | 0    | 0    | 0     | 0     | 0    | 0    | 0    | 0    |
| 39  | MF | 대한민국       | 홍주빈     | 1    | 0    | 0     | 0     | 1    | 0    | 0    | 0    |
| 40  | FW | 대한민국       | 윤동규     | 0    | 0    | 0     | 0     | 0    | 0    | 0    | 0    |
| 41  | GK | 대한민국       | 이범수     | 1    | 0    | 0     | 0     | 1    | 0    | 0    | 0    |
| -   | DF | 대한민국       | 이강진     | 0    | 0    | 0     | 0     | 0    | 0    | 0    | 0    |
| -   | FW | 대한민국       | 정성훈     | 18   | 4    | 14    | 2     | 3    | 1    | 1    | 1    |
| -   | MF | 브라질         | 루이스     | 21   | 3    | 15    | 3     | 4    | 0    | 2    | 0    |
| -   | DF | 중국           | 황보원     | 12   | 2    | 9     | 1     | 3    | 1    | 0    | 0    |
| -   | DF | 대한민국       | 김재환     | 3    | 0    | 1     | 0     | 1    | 0    | 1    | 0    |
| -   | DF | 대한민국       | 최철순     | 19   | 0    | 12    | 0     | 5    | 0    | 2    | 0    |

## 관중 기록
| 대회             | 경기수 | 최다 관중 | 최소 관중 | 누적 관중 | 평균 관중 | 비고     |
| ---------------- | ------ | --------- | --------- | --------- | --------- | -------- |
| K리그            | 22     | 20,765    | 4,051     | 225,261   | 10,239    | 관중 3위 |
| FA컵             | 2      | 5,773     | 1,892     | 7,665     | 3,833     |          |
| AFC 챔피언스리그 | 3      | 11,459    | 6,432     | 25,869    | 8,623     |          |
| 합계             | 27     | 20,765    | 1,892     | 258,795   | 9,585     |          |

## 수상
- 이동국 - K리그 베스트 11 공격수 부분